# Begastri
Begastri es un yacimiento arqueológico situado en la localidad de Cehegín, en la Región de Murcia, España. A escasos 3 km del núcleo urbano, en el denominado Cabezo Roenas. El yacimiento es objeto de excavaciones arqueológicas por la Universidad de Murcia. Se trata de un asentamiento de orígenes íberos, posterior municipio romano, que tras la llegada de los visigodos se transformó en ciudad episcopal. Sus obispos aparecen en algunos de los concilios visigodos del siglo VII.

## Arqueología
Excavado bajo la dirección del catedrático Antonino González Blanco desde 1983 hasta 2005. En los últimos tiempos y tras su jubilación, las labores de dirección arqueológica se realizan por José Antonio Molina Gómez hasta 2018, continuando la dirección desde 2019 bajo el catedrático de Historia Antigua Rafael González Fernández. El arquitecto director de los trabajos de consolidación es Juan Antonio Durán Blázquez.
En 1980 se inició un largo proceso administrativo que culminó en el año 2002 con la declaración, por parte del gobierno regional, de B.I.C. (Bien de Interés Cultural) con categoría de zona arqueológica. Según dicho decreto la zona arqueológica queda definida y justificada por constituir su ámbito inmediato susceptible de contener algún elemento del yacimiento y formar su entorno visual y ambiental en el que cualquier intervención que se realice puede suponer una alteración de las condiciones de percepción del bien y del carácter del espacio que lo rodea.

## Historia del yacimiento

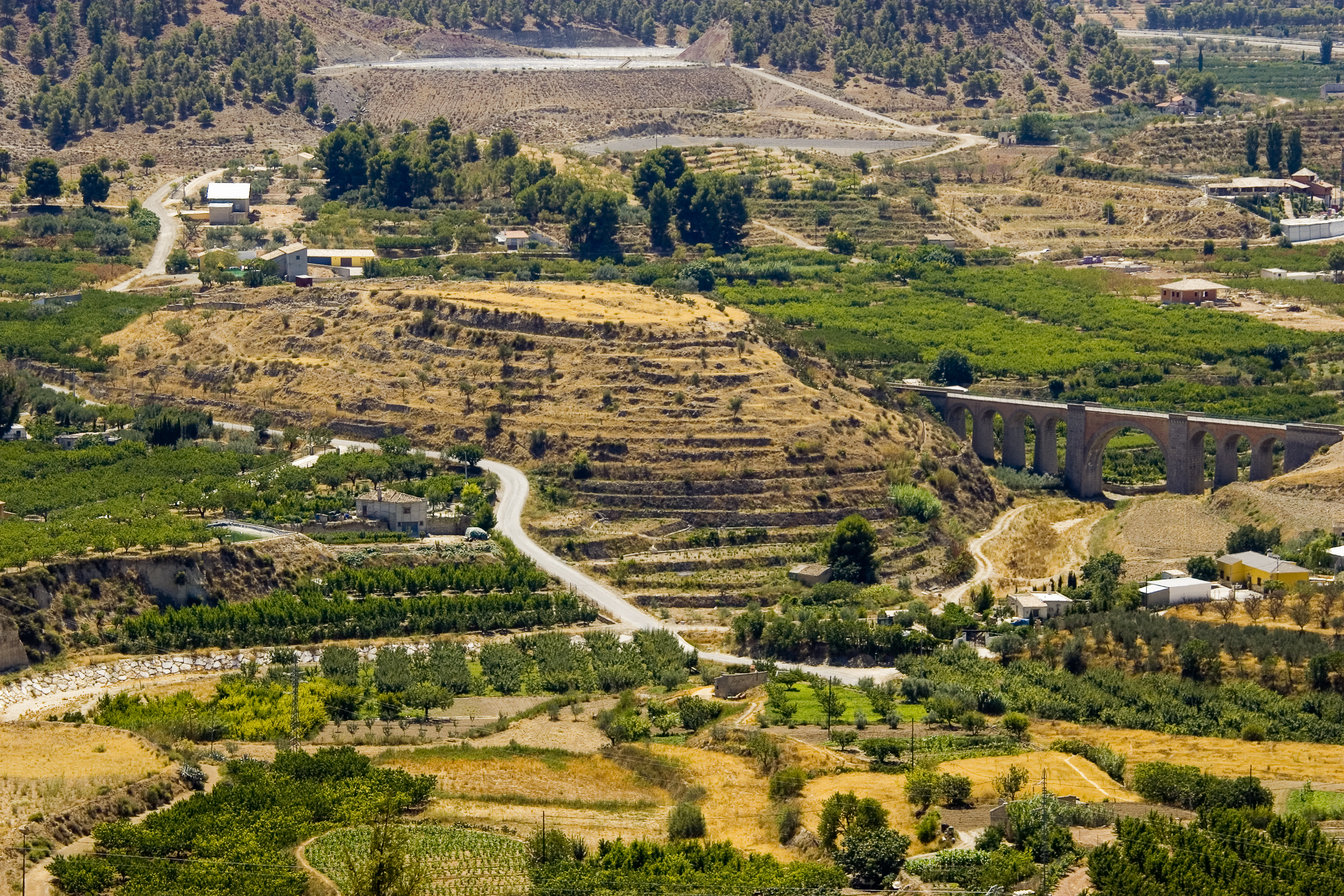
Vista del Cabezo Roenas, en Cehegín, donde se sitúa el yacimiento arqueológico de Begastri.

El yacimiento es un pequeño cabezo de planta ovalada cuya cima amesetada se encuentra cercada por una sólida muralla de sillares, torreada y en la que se conocen hasta ahora tres de sus puertas. La ocupación del yacimiento se extiende al menos desde época ibérica hasta el siglo XI d. C. en el que el poblamiento se trasladó al actual casco histórico de la cercana Cehegín por la presión probablemente de los árabes que habitaban esta segunda ciudad. Begastri alcanzó su máximo apogeo en época tardoantigua cuando, al parecer, sirvió de cabeza de puente del reino visigodo de Toledo frente a la provincia bizantina, cuya capital administrativa estaba en Carthago Spartaria (actual Cartagena). Esto es tanto así que cuando Cartagena es arrasada por los visigodos, Begastri pasa a ser la ciudad más importante de la zona.
Hacia 1920, se cortó el Cabezo en el que se encuentra la acrópolis en dos partes para trazar una pista por la cual había de pasar la vía férrea * (hoy abandonada y utilizada como vía verde) que uniese Caravaca con Murcia; las personas que trabajaron en esa obra por aquel entonces todavía recuerdan haber enterrado en una sima cercana “muchas piedras con letras”. Como consecuencia de esto se perdió para siempre parte de la ciudad y parte de la zona amurallada sur, alguno de cuyos sillares todavía se pueden ver en la ladera.
El trazado del abandonado ferrocarril Murcia-Caravaca, km. 70,2, afecta al cerro por su flanco meridional, dejando al descubierto en la trinchera abierta, la disposición de los materiales que lo constituyen. Al Este y en sus inmediaciones se cruzan los caminos del Escobar y la antigua vereda o camino Real de Granada.
La identificación de esta sede episcopal planteó algunos problemas hasta finales del siglo XIX, cuando la aparición de una inscripción epigráfica en el Cabezo Roenas de Cehegín despejó todas las dudas. La identificación incierta de este lugar dio nombre a la localidad alicantina de Bigastro, donde algunos eruditos del siglo XVIII creían que se encontraba esta antigua ciudad. En la Hispania visigoda fue  sede episcopal de la iglesia católica, sufragánea de la Arquidiócesis de Toledo  que comprendía la antigua provincia romana de Cartaginense en la diócesis de Hispania.

## Hallazgos de importancia
Algunos de los hallazgos más interesantes realizados en este yacimiento, así como en su entorno, pueden contemplarse en el Museo Arqueológico de Cehegín.
Un emblema local y regional encontrado en el yacimiento es la Cruz Monogramática de Begastri, una de las más antiguas de España. El crismón es una cruz en bronce de cuyos brazos penden una alfa y una omega; la cabecera contiene el monograma de Cristo unido por una cadenilla a otra cruz más pequeña inscrita en un círculo. Junto a esta cruz se hallaron dos delfines con soldadura de hierro que posiblemente pudiesen pender de los extremos. Si se ubica la cruz en el mundo visigótico el delfín pudiese considerarse como salvador de almas. Este tipo de cruces se utilizaban en la consagración de iglesias y altares y suelen encontrarse en necrópolis tardoromanas de los siglos IV y V. 

## Estructura de Begastri
El cerro donde se encuentra la ciudad de Begastri queda definido como una acrópolis de aspecto ovoidal. La planta de la acrópolis del yacimiento es aproximadamente una elipse de unos 50 metros de eje menor por algo más de 150 de eje mayor. Hay además una ampliación de esa zona amurallada que se construye hacia el siglo VI o quizá algo más tarde y que cierra una buena parte de las faldas de la colina dentro del recinto fortificado y que denominamos segundo anillo de murallas. Es posible que se vayan descubriendo ulteriores restos de muralla que amplíen más la zona defendida.

### Murallas
La Puerta Oriental viene precedida por una entrada monumental a la acrópolis de época romana clásica que posteriormente se amuralló en el periodo tardoantiguo. La primera muralla es uno de los ejemplos más imponentes de ciudades fortificadas en la antigüedad tardía en España.
El poblado ibero disponía de una muralla de aparejo ciclópeo que se puede observar en algunas zonas debajo de la tardoromana. La Pax Romana de la época tardorepublicana e imperial hizo innecesaria e incompatible seguramente el mantenimiento de una muralla con el urbanismo de un municipio romano, con lo que seguramente apenas quedarían restos de la muralla ibera durante el periodo alto imperio romano.
Por tanto la hipótesis general con la que se trabaja es que el amurallamiento principal de Begastri se realiza en época tardía. Al finalizarse el periodo de Paz que caracterizaba el imperio Romano y se que garantizaba la ausencia de invasores se amuralla de nuevo la ciudad. Esta muralla tiene entre 4-5 m. y se debe a una primera fortificación debida seguramente a las noticias de las invasiones bárbaras del Norte de Hispania que asolaban hacia el sur la península, acontecidas desde finales del siglo III d. C..
La segunda línea de murallas conocida es consecuencia de la invasión del sur peninsular por parte del Imperio Bizantino, esta vez durante la dominación visigoda y que terminará con el arrasamiento de Cartagena. Dado que al revés que esta, Begastri mantiene y potencia su estatus y en ausencia de documentación arqueológica que atestigüe lo contrario, es de suponer que a pesar de que muchos autores consideran Begastri en zona bizantina, nuestro municipio no debió ser conquistado, o a lo sumo estuvo un corto periodo de tiempo bajo la dominación. No obstante las excavaciones futuras darán luz a esta cuestión con mayor certeza.
Los posteriores dominadores musulmanes no dejarían que se repararan las puertas y torreones que fortificaban la ciudad por razones estratégicas. La nueva Cehegín se convirtió en el núcleo principal de población.